# T79/80次列车
T79/80次列车是中国铁路曾运行于首都北京至湖北省会武汉之间的朝发夕至特快旅客列车，由郑州铁路局武汉客运段自1998年10月1日起开行，是武汉始发的第二对进京列车。2005年，武汉铁路局成立，列车客运任务转由武汉铁路局武汉客运段负责。列车在停运前使用25K型客车，沿京广铁路运行，途经北京、河北、河南、湖北四省市，全程1225千米。其中北京西站至武昌站下行使用车次为T79次；武昌站至北京西站上行使用车次为T80次。列车是中国首趟使用机车直接向列车供电的旅客列车，并在2005年首次于全路引进全球通行的“金钥匙服务”理念，为旅客提供更细致的服务。列车还多次获得铁道部授予的“红旗列车”及湖北省授予的“青年文明号”等称号。2007年6月1日，武汉至北京间首次开行时速达200公里的动车组列车，T79/80次列车被迫停运，原车次得以留空，2013年起用于T81/80、T82/79次列车的玉林-黎塘段（经由黎湛铁路）。原有的机供25K车底同时改用于武昌至广州东的T301/302次列车，后来用于武昌至十堰的T6772/3、T6774/1次“武当号”列车和武昌至荆门的K8084/8085、K8086/8083次列车，但T6772次于2015年7月停运，K8084次的机供25K则照常运用。